# Wolmar Fellenius
Wolmar Knut Axel Fellenius (* 10. September 1876 in Stockholm; † 1957) war ein schwedischer Geotechniker.

## Leben
Fellenius war zunächst Eisenbahningenieur und leitete 1905 bis 1911 die bautechnische Entwurfsabteilung der schwedischen Eisenbahn in Göteborg, wo er auch Chefingenieur im Hafen war. Er war von 1911 bis 1943 Professor für Wasserbau an der Königlich Technischen Hochschule in Stockholm. Er war ab 1919 Vorsitzender der Schwedischen Geotechnischen Kommission.
Fellenius’ Verdienst ist es, die Standsicherheitsberechnung von Böschungen mit dem Gleitkreisverfahren mit erdacht zu haben, die er auch 1926 in einem Buch veröffentlichte (1927 als Erdstatische Berechnungen in deutscher Übersetzung) und die noch heute eine Standardmethode ist. Die Methode wird auch Fellenius-Methode, schwedische Methode oder schwedische Gleitkreis-Methode genannt. In Schweden wurde sie von Knut Petterson und Sven Hultin bei der Untersuchung von Böschungsrutschungen in Ton an Kaimauern im Göteborger Hafen 1916 eingeführt und in einer Kommission von internationalen Experten zu diesen Rutschungen 1916 übernommen, der auch Fellenius angehörte. Fellenius selbst war bis 1911 Hafenbaudirektor in Göteborg gewesen. Fellenius entwickelte das Verfahren, insbesondere als Leiter einer Kommission zur Untersuchung von Rutschungen an den schwedischen Eisenbahnstrecken (Abschlussbericht 1922) weiter und berücksichtigte auch die Kohäsion. Sie wurde später von Krey, Bishop und anderen weiter entwickelt.
Außerdem gibt es noch die Fellenius-Regel von 1927, nach der sich die Sicherheit einer Böschung als Verhältnis der vorhandenen Scherfestigkeit zur erforderliche Scherfestigkeit errechnet.
Fellenius war Vorsitzender einer schwedischen Kommission, die 1913 von der staatlichen Eisenbahnverwaltung eingesetzt worden war, um Versagensfälle von Böschungen zu untersuchen. Die Kommission untersuchte 300 solche Fälle von Böschungsbrüchen und Erdrutschen; der Abschlussbericht wurde 1922 präsentiert. Diese Kommission führte 1916 auch den Begriff Geotechnik (schwedisch: „geoteknik“) ein.
Fellenius war Ehrenbürger der TH Karlsruhe.
Sein Sohn Bror und sein Enkel Bengt waren ebenfalls auf dem Gebiet der Geotechnik tätig.

## Werke
- Erdstatische Berechnungen mit Reibung und Kohäsion (Adhäsion) und unter Annahme kreiszylindrischer Gleitflächen. Verlag Ernst&Sohn, Berlin 1927 (schwedisches Original 1926)
- Calculation of the Stability of Earth Dams. In: Second Congress on Large Dams. Washington, D.C., 1936, Band 4, S. 445–462 (books.google.de)